# Taures

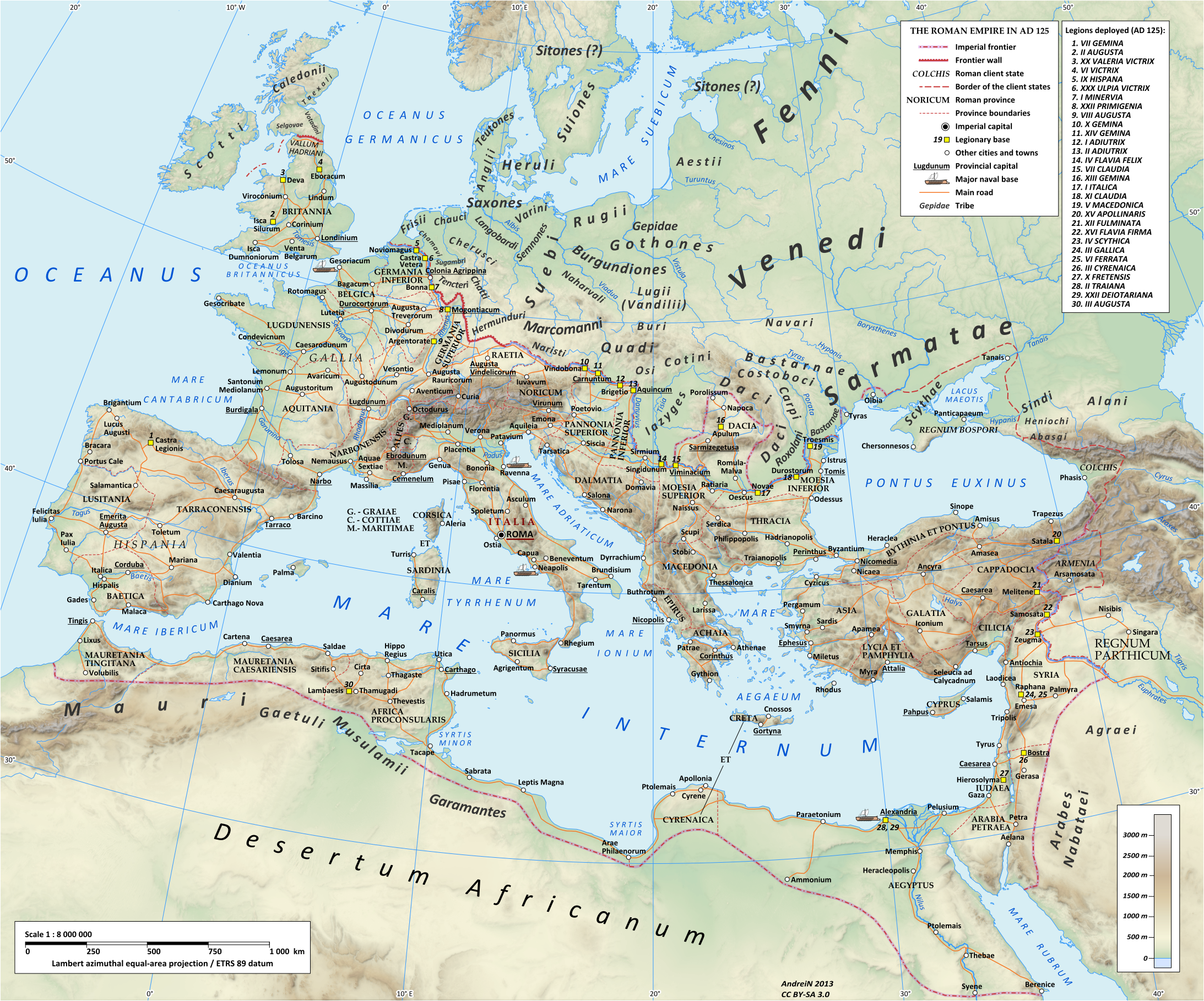
Carte de l'Empire romain sous Hadrien (au pouvoir de 117 à 138), montrant la localisation de la Chersonèse Taurique (péninsule de Crimée), patrie des Taures.

Les Taures ou Tauri (en grec ancien : Ταῦροι), aussi appelés autrefois Scythotauri, Tauri Scythae, Tauroscythae (Pline l'Ancien) sont un peuple antique qui était installé sur la côte méridionale de la péninsule de Crimée, habitant les monts de Crimée et l'étroite bande côtière entre les montagnes et la Mer Noire. Ils ont donné leur nom à la péninsule, qui était autrefois connue sous le nom de Taurica, Taurida (Tauride, Chersonèse Taurique).

## Histoire
Dans ses Histoires, Hérodote décrit les Taures comme vivant « de pillage et de guerre ». Ils étaient célèbres pour le culte qu'ils rendaient à une déesse vierge, à laquelle ils sacrifiaient les naufragés des navires échoués et les Grecs auxquels ils tendaient des embuscades. Il fait remarquer qu'ils habitent dans la Scythie géographique sans être eux-mêmes des Scythes. Dans sa Géographie, Strabon mentionne toutefois les Taures comme une tribu scythe.
Les Grecs ont identifié la déesse taure avec Artémis Tauropolos ou avec Iphigénie, la fille d'Agamemnon. La coutume taure des sacrifices humains a inspiré les légendes grecques d'Iphigénie et d'Oreste, évoquées par Euripide dans sa pièce Iphigénie en Tauride.
Selon Hérodote, ils avaient coutume, lors de leurs sacrifices humains, de frapper la victime d'un coup de gourdin à la tête avant de la lui trancher ; après quoi, soit ils enterraient le corps, soit ils le précipitaient du haut d'une falaise, et finalement ils plantaient la tête sur une perche. Les prisonniers de guerre étaient décapités de la même façon, et leur tête fichée au bout d'une perche pour assurer la protection de la maison.
Bien que la côte de Crimée ait fini par passer sous la domination des colonies grecques (et par la suite romaines), en particulier celle de Chersonèse, les Taures restèrent une menace majeure contre la puissance grecque dans la région. Ils se livraient à la piraterie contre les navires dans la Mer Noire, organisant des raids depuis leur base de Symbolon (la Balaklava actuelle). Au IIe siècle avant notre ère, ils étaient devenus des sujets et alliés du roi scythe Scilurus.

Les colonies grecques dans le nord du Pont-Euxin

## Identité des Taures
L'identité des Taures reste débattue. Il n'est pas sûr qu'ils aient eux-mêmes porté ce nom, qui peut résulter de la grécisation d'un autoethnonyme réel, ou renvoyer à l'appellation Tauros que les Grecs anciens auraient donnée aux monts de Crimée comme à d'autres chaines montagneuses. Une tribu méote de la côte orientale de la Mer Noire portait le nom de Torètes (en grec ancien : Τορεᾶται).
On a envisagé un rapprochement entre les Taures et les Cimmériens, les Alains ou d'autres peuples caucasiens, ou encore l'origine aborigène d'une population parlant une langue disparue. D'un point de vue archéologique, ils ont parfois été rattachés à la civilisation dite des tombes à charpente, qui pourraient avoir été iranophones, ou à la culture de Kizil-Koba (VIIIe au IIIe siècle av. J.-C.). On leur attribue unanimement des tombes en cistes ou caissons de pierre des VIe et Ve siècles av. J.-C., dont la tombe de Mal-Mouz, qui contenait 68 crânes. L'habitat fortifié du Mont Kochka (Limena-Kale, ruiné au XIVe siècle) est généralement rattaché à la même culture.